# Mats Møller Dæhli
Mats Møller Dæhli (Oslo, 2 de março de 1995) é um futebolista norueguês que atua como meio-campista. Atualmente, joga no Molde.

## Carreira
Dæhli começou a carreira na base do Lyn. Em 2011, ele jogou na base do Manchester United. Dæhli jogou por vários anos pela Seleção Norueguesa de Futebol.

## Títulos
Molde
- Norwegian Football Cup: 2013

Freiburg
- 2. Bundesliga: 2015–16